# Ärkebiskop
Ärkebiskop (av grekiska αρχή, arche, "ursprunglig", "förste", och επισκοπος, episkopos, "tillsynsman", "förman"; förkortas ibland ÄB) är en biskop med högre rang än de andra biskoparna inom ett visst område eller en viss kyrka. Ärkebiskopstiteln är normalt knuten till ett ärkestift. Ärkebiskopstiteln förekommer inom den romersk-katolska kyrkan samt en del av de ortodoxa och protestantiska kyrkorna.
Om ärkebiskopen har underordnade biskopar (så kallade suffraganer eller suffraganbiskopar), så kallas denne ärkebiskop i bland annat romersk-katolska kyrkan och anglikanska kyrkan för metropolit. En sådan metropolit-ärkebiskop kan även ha underordnade ärkebiskopar av historiska skäl (tidigare metropoliter eller en vanlig biskop som fått högre rang historiskt utan att bli metropolit). Området med underlydande biskopars stift inklusive metropolitens ärkestift kallas för kyrkoprovins eller provins.
Ibland kan en ärkebiskop vara självständig från andra ärkebiskopar men sakna underlydande biskopar ändå, till exempel Strasbourgs ärkebiskop som lyder direkt under påven och inte under en annan ärkebiskop eller under Frankrikes primas i Lyon (kallad "gallernas primas" sedan år 1079). Först efter 1988 blev Strasbourgs biskopsstift dock ett ärkestift. Ett annat exempel på ett katolskt stift med en biskop som inte lyder under en vanlig ärkebiskop är Stockholms katolska stift som också lyder direkt under påven.
En ärkebiskop är en biskop som är primus inter pares – främst bland dem av samma rang – och saknar direkt jurisdiktion över övriga biskopar, men har vissa plikter och rättigheter till översyn över de övriga biskoparna. I princip finns det inget högre ämbete än biskopens inom den kristna kyrkan. På motsvarande sätt är katolska och ortodoxa patriarker i princip jämbördiga fast biskopen av Rom, påven, är primus inter pares; det är åtminstone Östkyrkans inställning till påvedömet. 
Ärkebiskopsämbetet inrättades vid första konciliet i Nicaea (325). Detta föranleddes av att stiften hade blivit många och i vissa fall stora (även om de med dagens mått mätt var relativt begränsade i omfång).

## Romersk-katolska kyrkan
Inom romersk-katolska kyrkan är en ärkebiskop den ledande biskopen i en kyrkoprovins. Vissa ärkebiskopar är också primater.

## Ortodoxa kyrkan
Även inom den ortodoxa kyrkan förekommer benämningen ärkebiskop. Överhuvudet för Finlands ortodoxa kyrka tituleras ärkebiskopen av Karelen och hela Finland.

## Anglikanska kyrkogemenskapen
Engelska kyrkan har två provinser med varsin ärkebiskop, en i York och en i Canterbury. Den senare är den anglikanska kyrkogemenskapens främste biskop.

## Lutherska kyrkor

### Svenska kyrkan
Svenska kyrkan har en ärkebiskop i Uppsala som varit ärkebiskopssäte sedan 1164, först inom katolska kyrkan och från och med 1531 inom den evangelisk-lutherska Svenska kyrkan. Ärkebiskopen är Svenska kyrkans högste ledare inom riket och internationellt. Uppgifterna sedan reformationen består bland annat i att viga nya biskopar (vilket sker i Uppsala domkyrka). Ärkebiskopen har dock ingen beslutsfunktion över andra biskopar utan är den främste av likar,  primus inter pares. Ärkebiskopen är i dag Svenska kyrkans främste företrädare och är ordförande i  Kyrkostyrelsen, Kyrkomötets läronämnd, Biskopsmötet, och Uppsala stifts domkapitel. Ärkebiskopen har vidare biskoplig tillsyn över Uppsala kontrakt samt leder de årliga prostmötena. Antje Jackelén, tidigare biskop i Lund,  tillträdde 2014 ärkebiskopsstolen efter Anders Wejryd  och blev därmed den första kvinnan i ämbetet. Den 4 december 2022 togs Jackeléns efterträdare biskop Martin Modéus från Linköping emot som ny ärkebiskop.

#### Ärkebiskopslängd
Nedan är en lista över ärkebiskopar i Sverige.

##### Ärkebiskopar i Uppsala kyrkoprovins under påven i Rom
1. Stefan 1164–1185
2. Johannes 1185–1187
3. Petrus 1187–1197
4. Olof Lambatunga 1198–1206
5. Valerius 1207–1219
6. Olof Basatömer 1224–1234
7. Jarler 1236–1255
8. Laurentius 1257–1267
9. Folke Johansson (Ängel) 1274–1277
10. Jakob Israelsson 1278–1281
11. Magnus Bosson 1285–1289
12. Johan 1290–1291
13. Nils Allesson 1295–1305
14. Nils Kettilsson 1308–1314
15. Olof Björnsson 1315–1332
16. Peter Filipsson 1332–1341
17. Heming Nilsson 1342–1351
18. Peter Tyrgilsson 1351–1366
19. Birger Gregersson 1367–1383
20. Henrik Karlsson 1383–1408
21. Jöns Gerekesson 1408–1422
22. Johan Håkansson 1422–1432
23. Olof Larsson 1432–1438
24. Nils Ragvaldsson 1438–1448
25. Jöns Bengtsson (Oxenstierna) 1448–1467
26. Jakob Ulvsson 1469–1515
27. Gustaf Trolle 1515–1521
28. Johannes Magnus 1523–1528

##### Evangelisk-lutherska ärkebiskopar
1. Laurentius Petri Nericius 1531–1573
2. Laurentius Petri Gothus 1574–1579
3. Andreas Laurentii Björnram 1583–1591
4. Abraham Angermannus 1594–1599
5. Nicolaus Olai Bothniensis 1599–1600
6. Olaus Martini 1601–1609
7. Petrus Kenicius 1609–1636
8. Laurentius Paulinus Gothus 1637–1646
9. Johannes Canuti Lenaeus 1647–1669
10. Laurentius Stigzelius 1670–1676
11. Johannes Baazius d.y. 1677–1681
12. Olof Svebilius 1681–1700
13. Erik Benzelius den äldre 1700–1709
14. Haquin Spegel 1711–1714
15. Mattias Steuchius 1714–1730
16. Johannes Steuchius 1730–1742
17. Erik Benzelius den yngre 1742–1743
18. Jakob Benzelius 1744–1747
19. Henric Benzelius 1747–1758
20. Samuel Troilius 1758–1764
21. Magnus Beronius 1764–1775
22. Carl Fredrik Mennander 1775–1786
23. Uno von Troil 1786–1803
24. Jacob Axelsson Lindblom 1805–1819
25. Carl von Rosenstein 1819–1836
26. Johan Olof Wallin 1837–1839
27. Carl Fredrik af Wingård 1839–1851
28. Hans Olof Holmström 1852–1855
29. Henrik Reuterdahl 1856–1870
30. Anton Niklas Sundberg 1870–1900
31. Johan August Ekman 1900–1913
32. Nathan Söderblom 1914–1931
33. Erling Eidem 1931–1950
34. Yngve Brilioth 1950–1958
35. Gunnar Hultgren 1958–1967
36. Ruben Josefson 1967–1972
37. Olof Sundby 1972–1983
38. Bertil Werkström 1983–1993
39. Gunnar Weman 1993–1997
40. K.G. Hammar 1997–2006
41. Anders Wejryd 2006–2014
42. Antje Jackelén 2014–2022
43. Martin Modéus 2022–

### Evangelisk-lutherska kyrkan i Finland
Den evangelisk-lutherska kyrkan i Finland löd under ärkebiskopen i Uppsala fram till år 1809 då Finland avträddes till Ryssland. Därefter konstituerades den  evangelisk-lutherska kyrkan i Finland inom det ryska storfurstendömet och 1817 upphöjdes Åbobiskopen till ärkebiskop av Åbo och Finland. Sedan år 2018 är Tapio Luoma ärkebiskop. Ärkebiskopen fungerar, förutom som en av två biskopar i Åbo ärkestift, även som ordförande för kyrkomötet, kyrkostyrelsen, biskopsmötet och kyrkans utrikesråd.
1. Jakob Tengström 1817-1832
2. Erik Gabriel Melartin 1833-1847
3. Edvard Bergenheim 1850-1884
4. Torsten Thure Renvall 1884-1898
5. Gustaf Johansson 1899-1930
6. Lauri Ingman 1930-1934
7. Erkki Kaila 1935-1944
8. Aleksi Lehtonen 1945-1955
9. Ilmari Salomies 1955-1964
10. Martti Simojoki 1965-1978
11. Mikko Juva 1978-1982
12. John Vikström 1982-1998
13. Jukka Paarma 1998-2010
14. Kari Mäkinen 2010-2018
15. Tapio Luoma 2018-

### Estniska evangelisk-lutherska kyrkan
Ärkebiskopen för den estniska evangelisk-lutherska kyrkan residerar i Tallinn. Nuvarande ärkebiskop är Urmas Viilma.

### Lettlands evangelisk-lutherska kyrka
Ärkebiskopen för Lettlands evangelisk-lutherska kyrka residerar i Riga. Nuvarande ärkebiskop är Jānis Vanags.

### Lutherska kyrkorna i Norge och Danmark
De lutherska kyrkorna i Norge och Danmark använder inte benämningen ärkebiskop men biskopen av Köpenhamn har en jämförbar ställning med ärkebiskopen i Sverige och Finland. I Norge finns sedan 2011 en fast preses för biskopsmötet och ledamot av kyrkostyrelsen samt en av två biskopar i Nidaros stift, den medeltida ärkebiskopsstolen. Den nuvarande innehavaren är Olav Fykse Tveit.